# トラート空港
トラート空港（トラートくうこう、タイ語 : ท่าอากาศยานตราด、英語 : Trat Airport ）は、タイ王国中部、トラート県レームゴープ郡にある空港。バンコク・エアウェイズが所有する空港である。

## 施設
2003年3月31日に開港した。滑走路は05/23方向に1,509mの長さの物が1本あり、誘導路は無く航空機は滑走路の両端で折り返す。

## 就航航空会社と就航都市
国内線
| 航空会社               | 就航地                             |
| ---------------------- | ---------------------------------- |
| バンコク・エアウェイズ | スワンナプーム国際空港（バンコク） |